# Cab Calloway
Cab Calloway (született: Cabell Calloway III) (Rochester, 1907. december 25. – Hockessin, 1994. november 18.) amerikai dzsesszénekes, zenekarvezető, filmszínész.

## Életpályája
Cab Calloway II ügyvéd, és Martha Eulalia Reed tanárnő, templomi orgonista gyermekeként született. A szülők 1918-ban visszaköltöztek szülővárosukba, Baltimore-ba (Maryland). Cab édesanyja segítségével fia családi barátjuktól, Ruth Macabee korábbi énekesnőtől tanult énekelni, aki megtiltotta Cabnak, hogy jazzt énekeljen (1922). 1924-től a Frederick Douglass High Schoolban tanult és a sportban is kiváló volt. Szabadidejét helyi lokálokban és jazzklubokban töltötte. Mentorai Chick Webb (dob) és Johnny Jones (zongorista) lettek.
Nővére, Blanche Calloway (1902. február 9. – 1978. december 16.) énekesnőként és táncosnőként befutott Chicagóban. 1925 és 1935 között Blanche Calloway and her Joy Boys nevű formációval lépett fel, akiknek a neve később Blanche Calloway and Her Orchestra lett.
Louis Armstronggal, Vic Dickensonnal, Cozy Cole-lal és Ben Websterrel játszott együtt. Cab Chick Webb stílusában dobolt és előadott négy darabot Gaiety, Baily és Goodlow klubjaiban. Majd belépett a Johnny Jones and his Arabian Tent Orchestra-ba és játszott az Arabian Tent Clubban is. Zenéje dixielandet és tiszta jazzt is tartalmaz.

## Filmográfia
- Minnie the Moocher(wd) (1932)
- The Big Broadcast (1932)
- Snow White (1933)
- International House (1933)
- The Old Man of the Mountain (1933)

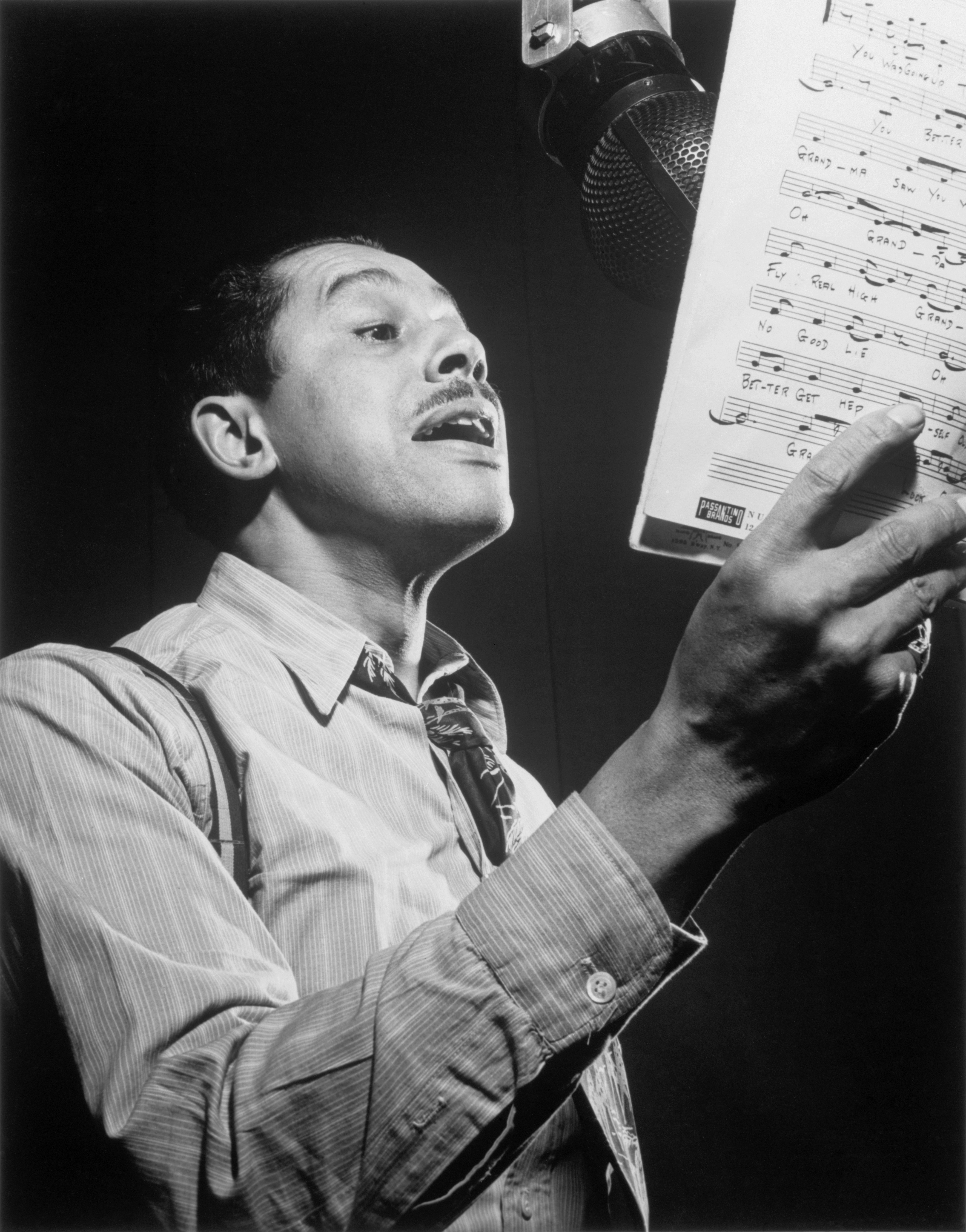
Cab Calloway, 1947

- Cab Calloway's Hi-De-Ho (1934)
- Betty Boop's Rise to Fame
- The Blues Brothers (1980)